# Etlingera apus-hang
Etlingera apus-hang là một loài thực vật có hoa trong họ Gừng. Loài này được C.K.Lim mô tả khoa học đầu tiên năm 2001.